# Kameano-Zubîlivka, Solone
Kameano-Zubîlivka (în ucraineană Кам`яно-Зубилівка) este un sat în comuna Bașmacika din raionul Solone, regiunea Dnipropetrovsk, Ucraina.

## Demografie
Componența lingvistică a localității Kameano-Zubîlivka
     Ucraineană (64,52%)
     Rusă (35,48%)
Conform recensământului din 2001, majoritatea populației localității Kameano-Zubîlivka era vorbitoare de ucraineană (64,52%), existând în minoritate și vorbitori de rusă (35,48%).